# アントワーヌ・ヴェシュテル

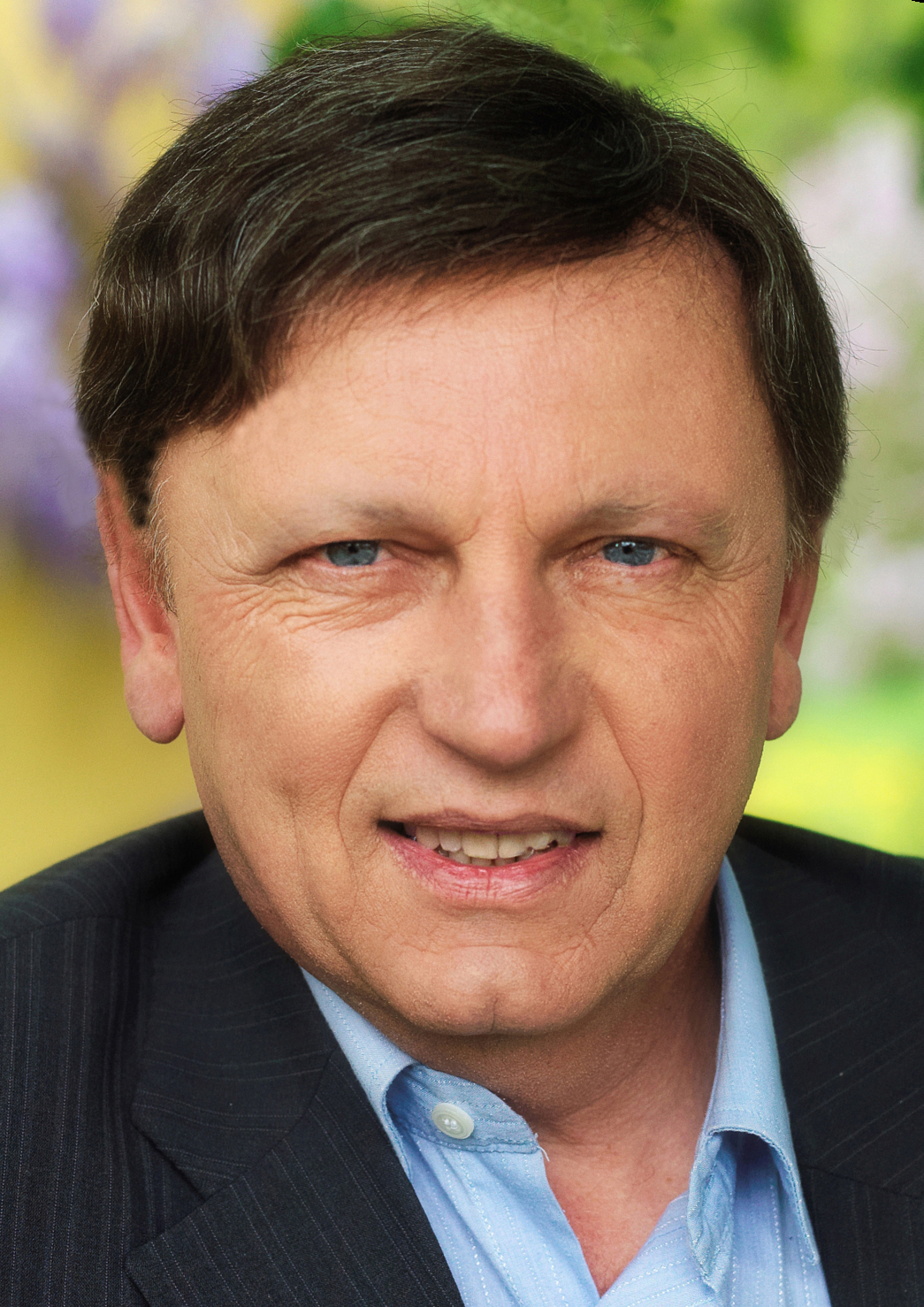
アントワーヌ・ヴェシュテル（2011年撮影

アントワーヌ・ヴェシュテル（Antoine Waechter、1949年2月11日 - ）は、フランスの環境保護運動家、政治家。緑の党の創設者のひとり。環境保護政党、独立環境運動（独立エコロジー運動）党首。アルザス地方のオー＝ラン県ミュルーズ出身。
1984年環境政党として緑の党設立に参加し、理論的指導者として同党の基礎を作った。1988年フランス大統領選挙ではヴェシュテルが党公認候補として立候補し、3.8パーセントに当たる115万票を獲得した。1989年欧州議会選挙ではヴェシュテルを比例代表名簿1位に掲載し選挙戦に臨み、約192万票（10.59パーセント）を獲得した。
ヴェシュテルは「右翼にも左翼にも与しない」路線を主張していたが、党は政治路線として次第に左翼に傾斜していった。このため、ヴェシュテルに対しても批判が出、1994年ヴェシュテルは離党し、新党独立環境運動（独立エコロジー運動）を結成した。
2005年欧州憲法批准問題では、ヴェシュテル個人は批准に賛成し、独立環境運動は反対した。